# Low (Testamentov album)
Low je šesti studijski album američkog thrash metal sastava Testament. Diskografska kuća Atlantic Records objavila ga je 30. rujna 1994. Prvi je album sastava s gitaristom Jamesom Murphyjem i bubnjarom Johnom Tempestom koji zamijenio Alexa Skolnicka i Louiea Clementa. Također bio je posljednji album sastava s basistom Gregom Christianom koji napustio sastav 1996. godine i se vratio na albumi The Formation of Damnation i Dark Roots of Earth.

## Pozadina
Low bio je posljednji Testamentov album koji objavila diskografska kuća Atlantic Records. Album je bio izdan u vrijeme kada su grunge, alternativni rock i pop punk žanrovi dominirali mainstreamom. Low sadrži elementi groove metala, hard rocka, death metala, progresivnog metala i alternativnog metala dok Testament ostaje vjeran svojem klasičnom thrash stilu.
Low bio je snimljen s početnim članovima sastava Ericom Petersonom, Chuckom Billiyjem i Gregom Christianom. Na albumu su svirali novi članovi John Tempesta i James Murphy. Za naslovnu je pjesmu snimljen i spot.
Album je posvećen gitaristu sastava Savatage, Crissu Olivaji koji umro dok je Testament snimao album. Gitarist Alex Skolnick, koji je napustio sastav 1992., svirao je sa Savatageom na albumu Handful of Rain, koji je objavljen prije albuma Low.
Sastav je svirao uživo na turneju sa sastavima kao što Machine Head, Korn, Downset, Kreator, At the Gates, Forbidden, Moonspell, Crowbar, Suffocation i Gorefest. Nakon završetka snimanja albuma bubnjar John Tempesta napustio je sastav, a zamijenio ga je Jon Dette koji je ranije bio napustio sastav i pridružio se sastavu Slayer. Chris Kontos zamijenio ga je prije napuštanja sastava s Murphyjem i Christianom. 
Autorom naslovnica albuma je Dave McKean koji je bio autor naslovnice albuma Demonic i The Gathering.

## Ponovno izdanje
Godine 2017. diskografska kuća Metal Blade Records ponovno objavila album s albumom The Ritual na vinilu ograničen na 1500 primjeraka.

## Popis pjesama
| 1.    | »Low«                                   | Chuck Billy            | Eric Peterson          | 3:33 |
| 2.    | »Legions (In Hiding)«                   | Billy, Del James       | Peterson               | 4:17 |
| 3.    | »Hail Mary«                             | Billy, James           | Peterson, James Murphy | 3:32 |
| 4.    | »Trail of Tears«                        | Billy                  | Peterson               | 6:06 |
| 5.    | »Shades of War«                         | Billy, James           | Peterson               | 4:44 |
| 6.    | »P.C.«                                  | Greg Christian         | Christian, Peterson    | 2:50 |
| 7.    | »Dog Faced Gods«                        | Peterson, Billy, James | Peterson               | 4:02 |
| 8.    | »All I Could Bleed«                     | Billy                  | Peterson               | 3:37 |
| 9.    | »Urotsukidōji« (instrumentalna skladba) |                        | Peterson, Christian    | 3:40 |
| 10.   | »Chasing Fear«                          | Billy, James           | Peterson, Christian    | 4:56 |
| 11.   | »Ride«                                  | Billy, James           | Peterson               | 3:16 |
| 12.   | »Last Call« (instrumentalna skladba)    |                        | Peterson, Christian    | 2:41 |
| 47:14 |                                         |                        |                        |      |

## Zasluge
| Testament - Chuck Billy – vokali - Eric Peterson – gitara, prateći vokali - James Murphy – gitara - Greg Christian – bas-gitara - John Tempesta – bubnjevi | Dodatni glazbenici - Damien Gallegos – prateći vokali Ostalo osoblje - GGGarth – produkcija - Michael Wagener – miksanje - Kill Bennedy – tonska obrada - John "Geetus" Aguto – dodatna tonska obrada - Ken Walden – dodatna tonska obrada - Randy Wine – dodatna tonska obrada - Liz Sroka – dodatna tonska obrada - Paul Decarli – digitalna obrada - Mike Rosen – snimanje (pjesme "Urotsukidōji") - Stephen Marcussen – masteriranje - Dave McKean – naslovnica, ilustracije, fotografija - Michael Miller – fotografija |